# (5757) Tichá
(5757) Tichá ist ein Asteroid des Hauptgürtels, der am 6. Mai 1967 vom argentinischen Astronomen Carlos Ulrrico Cesco und seinem US-amerikanischen Kollegen Arnold R. Klemola an der Astronomischen Einrichtung Leoncito (Complejo Astronómico El Leoncito, CASLEO) (IAU-Code 829) im El-Leoncito-Nationalpark in Argentinien entdeckt wurde.
Der Asteroid wurde nach der tschechischen Astronomin Jana Tichá (* 1965) benannt, die als Direktorin des Kleť-Observatoriums und Vorsitzende des Committee on Small Body Nomenclature (CSBN) der Internationalen Astronomischen Union eine bedeutende Position in der Astronomie einnimmt.